# Galena (Nevada)
Galena es un área no incorporada ubicada en el condado de Lander en el estado estadounidense de Nevada.

## Geografía
Galena se encuentra ubicado en las coordenadas 39°20′35″N 117°47′19″O / 39.34306, -117.78861.